# Веденин, Вячеслав Вячеславович
Вячесла́в Вячесла́вович Веде́нин (род. 25 сентября 1986 года) — мастер спорта по лыжным гонкам, член Международной федерации лыжного спорта (FIS), тренер и специалист по подготовке сборных команд России в ФГБУ ЦСП Минспорта РФ, спортивный судья, технический делегат  Международной федерации лыжного спорта (FIS), главный судья по лыжным гонкам на XXII Зимних Олимпийских играх 2014 года в Сочи. Президент Федерации лыжных гонок города Москвы с 2022 года - по н.в.

## Биография
Вячеслав Веденин-младший родился 25 сентября 1986 года в семье советского лыжника, двукратного чемпиона XI Зимних Олимпийских игр 1972 года в Саппоро (Япония) и Чемпионата мира по лыжным видам спорта 1970 года в Высоке Татры (Чехословакия) Вячеслава Петровича Веденина. Мама Веденина Лариса Петровна (в девичестве Мерк) - мастер спорта по лыжным гонкам.
Родился в г. Сыктывкар (Республика Коми). Окончил Центр образования №109 в г. Москва.
В 2008 году окончил МГГУ им. М.А. Шолохова, в 2012 Московский государственный университет путей сообщения (МИИТ), в 2014 году окончил Великолукскую Государственную Академию Физической Культуры
Руководитель делегации по лыжным гонкам на I Зимних юношеских Олимпийских играх 2012 в Инсбруке (Австрия) победители Анастасия Седова и Александр Селянинов , на II Зимних юношеских Олимпийских играх 2016 года в Лиллехаммере (Норвегия) золотая медаль Майя Якунина, на III Зимних юношеских Олимпийских играх 2020 года в Лозанне (Швейцария) золотая медаль Илья Трегубов.
Руководитель делегации по лыжным гонкам на Европейских юношеских олимпийских фестивалях 2015 года в Лихтенштейне, 2017 года Эрзуруме (Турция), в 2019 году в Сараево (Босния и Герцеговина).

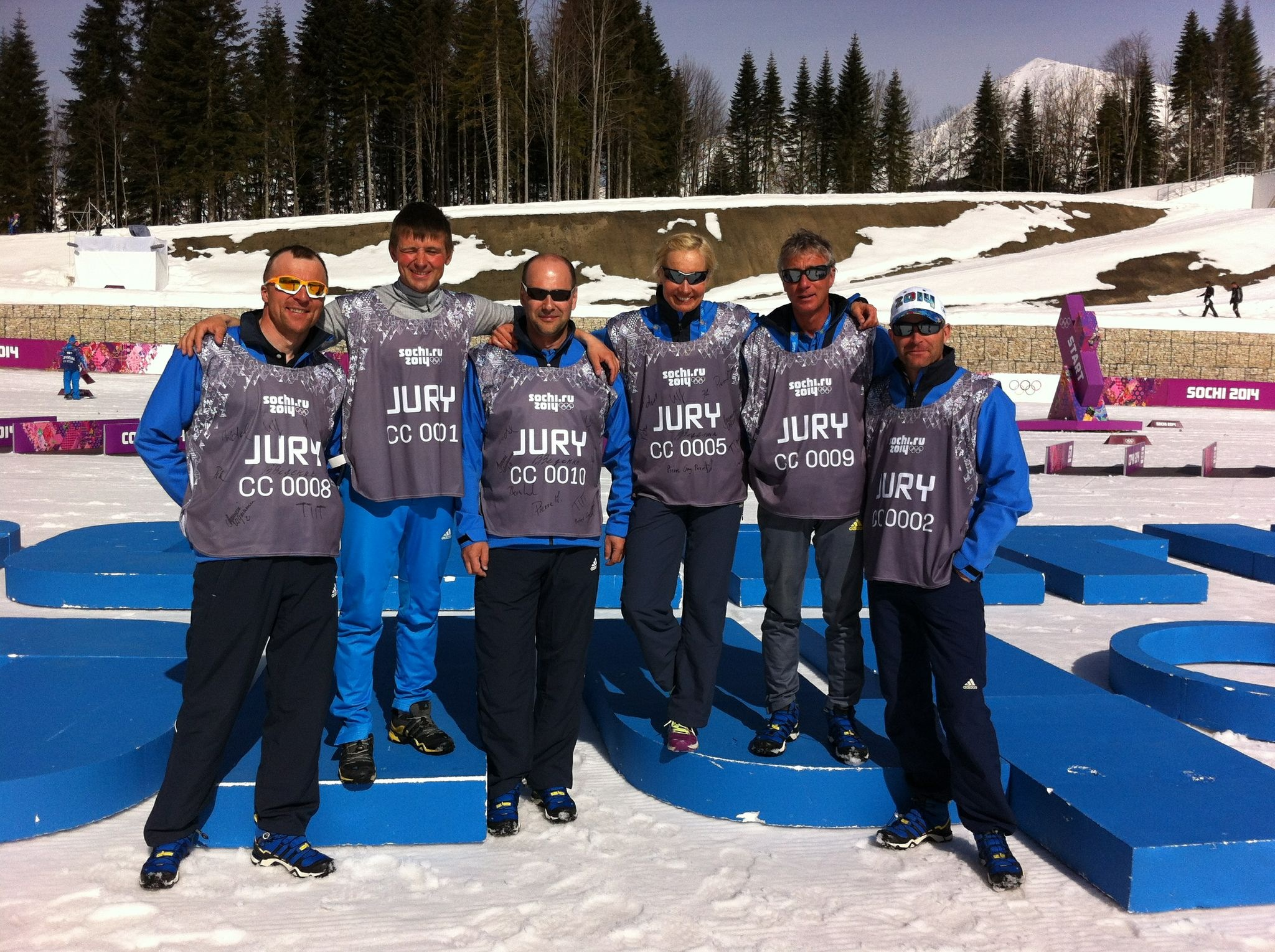
В составе международного жюри по лыжным гонкам на XXII Зимних Олимпийских играх 2014 года в Сочи

На XXII Зимних Олимпийских играх 2014 года в Сочи на церемонии открытия давал олимпийскую клятву судей. 
В связи с одинаковыми именем и фамилией, Вячеслава Веденина-мл. в некоторых публикациях путали с его отцом (Вячеслав Петрович тоже присутствовал на олимпиаде, но в качестве почетного гостя в ложе с Президентом В.В. Путиным).
На XXII Зимних Олимпийских играх 2014 года в Сочи работал главным судьей по лыжным гонкам. Итоговые протоколы.

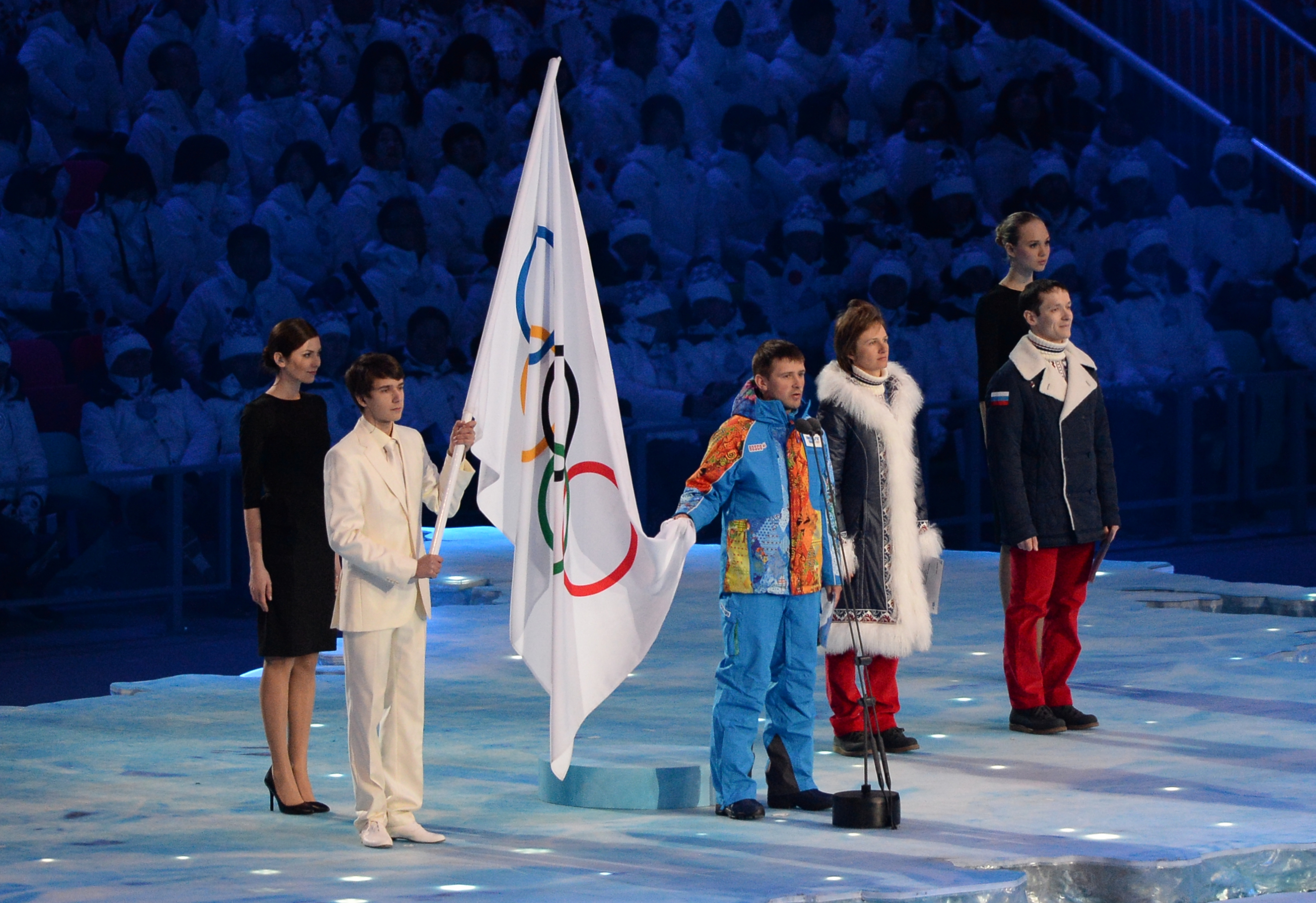
Веденин Вячеслав - главный судья по лыжным гонкам дает клятву на открытии XXII Зимних Олимпийских игр 2014 года в Сочи.

На XXIII Зимних Олимпийских играх 2018 года в Республике Корея работал приглашенным консультантом по лыжным трассам со стороны Международной федерации лыжного спорта (FIS).
На XIV Зимних Олимпийских играх 2022 года в Китайской Народной Республике работал помощником жюри со стороны Международной федерации лыжного спорта (FIS).

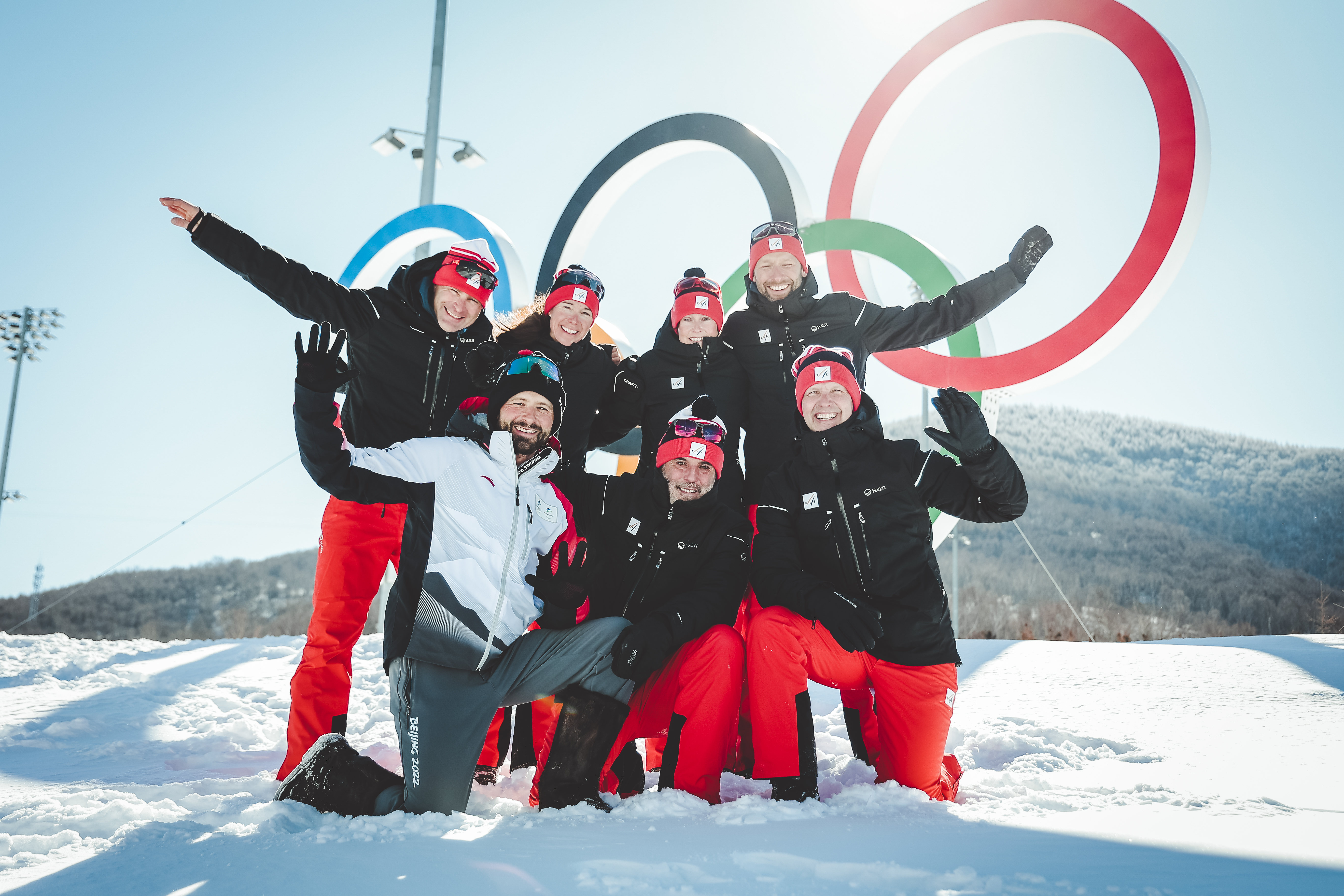
Международное жюри по лыжным гонкам на XIV Зимних Олимпийских играх 2022 года в Китайской Народной Республике.

Жена: Еремеева Елизавета Андреевна ФЛГР. Предложение на финише чемпионата России

## Награды
- Медаль ордена «За заслуги перед Отечеством» II степени (26 января 2023 года) — за обеспечение успешной подготовки спортсменов, добившихся высоких спортивных достижений на XXIV Олимпийских зимних играх 2022 года в городе Пекине (Китайская Народная Республика)[17]
- Знак отличия «За развитие московского спорта» в 2025 году.
- Благодарность Министра спорта Российской Федерации. Приказ №73 нг от 08.05.2019 — За существенный вклад в развитие отрасли физической культуры и спорта в Российской Федерации